# 国際ウイルス分類委員会
「International Committee on Taxonomy of Viruses」 (ICTV) は、分類学的見地から、ウイルスの分類と命名法の認可を行なっている組織である。
日本語で使われる本組織名表記の事例としては「国際ウイルス分類委員会」または 「国際ウイルス命名委員会」 である。
ICTVは、ウイルスの普遍的な分類体系を開発し、生物に影響を与えるすべてのウイルスのことを記述し、命名して分類することを意図している。ICTVのメンバーはウイルス学者である。ICTVは、国際微生物学連合 (IUMS) のウイルス学部門 ( Virology Division ) から構成され、管理されている。科の中の種の境界や限界等を画定するなどの詳細な作業については、通常はその科の専門家たちから成る研究グループによって行なわれている。

## 目標
1. 国際的に合意されたウイルスの分類法を開発すること。
2. 国際的に合意されたウイルスの分類群の学名を制定すること。
3. ウイルスの分類および命名法に関する決定についてウイルス学者に伝える為に、会議を開催し、報告書を公表すること。
4. 合意されたウイルスの分類群の学名の公式な索引を維持すること。
5. 現代社会におけるウイルスによる影響とその行動を研究すること。

## 命名法の原則
ICTVのウイルス命名法の必須原則は下記の通り
- 安定性
- 間違いや混乱の原因となり得る学名の使用を回避または拒否すること
- 不必要な学名の作成を避けること

ICTVの普遍的なウイルス分類体系は、標準的な分類学の体系にわずかに修正を加えたバージョンを使用している。タクソン(分類群)、目、科、亜科、属、種だけを認識する。ある種をどの属に分類するかに関しては不明の状態であるが、科の分類に関しては明確である場合、その種はその科でどの属にも属さない形で分類される。多くの分類群は階級なしの状態となっている。2005年時点で、ICTVの報告書で報告されていない3,142の種を（塩基配列データベースの）GenBankの塩基配列データは同定している（3,142の種は、ICTVで認識された種の分離株がGenBankのフォームに入力されていない為にデフォルトで新しい「種」としてGenBankデータベースに格納されている）。同定されていないウイルス配列の数は、ウイルスの配列の分析率が劇的に増加するに伴い増加していくと予想されている。
ICTVは、1962年の設立以来、安定性を達成するのに非常に成功している。例えば、1980年代に認識されたすべての属および科は、2005年の例のように引き続き使用されていた。

## 分類群の命名と変更
新しい学名の作成、学名変更、および分類群の創設および分類の確定の提案は、提案の形式に則ってICTVの実行委員会によって論議される。意思決定に先立ち、関連するすべてのICTV小委員会および研究グループと協議を行う。
分類群の名称は、ICTVによって承認されるまで公式の地位を与えられず、既に承認された階級の分類群と関連性がある場合にのみ名称が受け入れられる。他に分類群の適切な名称の提案がない場合、正式に承認可能な国際的学名が採択されるまで、公式の学名が未定のまま分類群は一時的に承認される場合がある。

## 分類群のルール

### 種
種名は、できるだけ少ない数の単語で構成されなければならないが、ホスト(宿主)名とウイルスという単語だけで構成されてはならない。種名は種の適切で明確な識別が出来るものでなければならない。
数字・文字、またはその両者の組み合わせは、そのような数字および文字が既に広範囲で使われている地域で添え名として使用できる可能性がある。しかしながら、全く新規に作られたシリアル番号または文字の配列あるいはその組み合わせは、種の添え名として単独では許容されない。以前から使われていた数字または文字のシリーズが存在する場合、シリーズの継続を認めて新しい種名として命名してもよい。

### 属
ウイルス属は、宿主範囲および毒性のみが異なるなど一部の特性の違いはあるが、いくつかの重要な特性を共有する関連性を持ったグループである。属名は、その接尾辞が "-virus " で終わる1語でなければならない。
新しい属の承認に関しては、タイプ種の承認を伴わなければならない。

### 亜科
亜科は特定の共通特性を共有する属のグループである。分類群は、複雑な階級の問題を解決する必要がある場合にのみ使用されるものとする。亜科名は、接尾辞が "-virinae " で終わる1語でなければならない。

### 科
科は属のグループから構成されていて、その属のグループが亜科のグループに編成されているかどうかにかかわらず、特定の共通特性を共有しているグループである。科名は接尾辞が "-viridae " で終わる1語でなければならない。

### 目
目とは、特定の共通特性を共有する科のグループである。目名は、接尾辞が "-virales " で終わる1語でなければならない。

## Sub-viral agents に関する命名規則
ウイルスの分類に関連する命名規則は、Sub-viral agents (直訳すると「亜ウイルス因子」) に属するウイロイドにも適用される。
ウイルスは一般に遺伝子としての核酸 (DNAまたは RNA) が蛋白質の殻を被っているが、ウイロイドは蛋白質の殻をもたない裸のRNAから成る。ウイロイドの分類群の公式の学名の語末は、種名にはウイロイド名を付け、属名の接尾辞を "-viroid " とし、亜科の分類群が必要な場合には亜科名の接尾辞を "-viroinae " とし、科名の接尾辞を "-viroidae " とする。
レトロトランスポゾンに関しては、ウイルスの分類および命名規則を適用される。サテライトウイルスやプリオンはウイルスとして分類されていないが、特定分野の作業者にとって有益なように任意の分類が割り当てられる。

## 表記規則
1. 公式の分類学の表記規則では、ウイルスの目、科、亜科、および属の承認された学名がイタリック体で印字され、名前の最初の文字を大文字で表す[10]。
2. 種名はイタリック体で表記され、最初の単語の最初の文字を大文字で表す。固有名詞や固有名詞の一部でない限り、他の単語は大文字を使わない。
3. 公式の表記規則では、分類群の学名は分類群の用語に先行するものとする。

## メタゲノミクスによって発見されたウイルスの分類
ICTVはメタゲノムデータから組み立てられたゲノムが実際のウイルスそのものを表わしていることを認識し、ウイルスのメタゲノミクスの重要性を認めつつ、古典的ウイルス学的アプローチを用いてウイルスを分離しその特質を調べ上げるという手順に従ったこれまでの公式の分類についても奨励している。

## ICTVの報告書
ICTVは、1971年以来約10年に2回の頻度でウイルス分類学の報告書を発行している（以下「報告書」節の一覧を参照）。第9回ICTV報告書は2011年12月に発行された。その内容はICTVのウェブサイトから自由に入手できるようになった。2017年より始まる新しい取り組みとして、第10回ICTV報告書はICTVのウェブサイトでオンラインで発行され、学名として審査を受けて承認されたものから個別の章にて更新され、事由にアクセスして自由に閲覧できるようになる。

## ICTVdbのデータベース
ICTVdbは、ICTVの分類学データベース必須の機能を目指して開発された種と分離株のデータベースである。ICTVdbの開発は、1991年以来ICTVによってサポートされており、当初は分類学の研究支援の為であった。データベースは、他の特性の中でも主に、化学特性、ゲノムのタイプ、核酸の複製、疾患、ベクター、地理的分布のファクターに基づいてウイルスを分類する。
このデータベースは、米国国立科学財団の支援と米国企業の「American Type Culture Collection」の後援を受けてオーストラリア国立大学で開発された。オーストラリアのCSIROで開発された分類学のデータ交換の世界標準であるDescription Language for Taxonomy DELTA (DELTA) システムの記述言語を使用している。DELTAは幅広い多様なデータを保存し、伝統的な報告書やWeb出版に適した言語に翻訳することができる。例えば、ICTVdB自体にゲノム配列情報は含まれていないが、DELTAデータをNEXUSのフォーマットに変換することができる。また、大きなデータ入力を扱うことができ、ウイルスのプロパティ、テキストコメント、およびイメージの長いリストをコンパイルするのに適している。
ICTVdBは、1999年にオーストラリア国立大学のメインサイトと英国と米国に拠点を置く2つのミラーサイト合わせて1日当たり3万以上のインターネットのヒットを受信していたという巨大な参照リソースと研究用ツールを持つ程のコンセプトと容量が大きく成長している。
2011年、ICTVはICTVdbプロジェクトとWebサイトを中断することを決定した。サイトが提供している分類が古くなってきている状態が長年放置されてきて、どのようにデータベースがどのようにに照会およびICTVdb のサイトにおける自然言語での出力をサポートする処理を行なうかといった問題が生じ、サイトの情報の一部が不正確であることが明らかになった後に、この決定は為された。ICTVは、これらの問題を解決する最善の方法について議論を始めたが、不正確な情報源の提供を続けるより、更新とエラー修正を実施し、その作業時間枠を充分にとる為に、サイトをダウンさせるのが最善であると判断してからである。2013年8月に、データベースは中断した。いくつかの見解によれば、「ICTVは、個々のウイルスの主要なメタデータの保存先として、ICTVデータベースをパブリックデータベースに置き換え、その使用を促進し、ICTV報告書の要約をそのデータベースに公開して、オープンアクセスの状態にしている。

## 報告書
- Viruses, International Committee on Nomenclature of; Wildy, Peter (1971). Classification and nomenclature of viruses. 1st report. "Out of print"
- Viruses, International Committee on Taxonomy of; Fenner, Frank (1976). Classification and nomenclature of viruses. 2nd report. ISBN 978-3805524186
- Viruses, International Committee on Taxonomy of; Matthews, Richard Ellis Ford; Section On Virology, International Association of Microbiological Societies (1979). Classification and nomenclature of viruses. 3rd report. ISBN 978-3805505239
- Ellis, Richard; Matthews, Ford, eds (1982). Classification and nomenclature of viruses. 4th report. Karger. pp. 199. ISBN 9783805535571
- Viruses, International Committee on Taxonomy of; Francki, R. I. B (1991). Classification and nomenclature of viruses. 5th report. ISBN 978-3211822869
- Murphy, Frederik A (1995). Virus taxonomy: classification and nomenclature of viruses. 6th report. ISBN 978-3211825945
- Viruses, International Committee On Taxonomy Of; Van Regenmortel, M. H. V; Fauquet, C. M; Bishop, D. H. L (2000). Virus taxonomy: classification and nomenclature of viruses. 7th report. ISBN 978-0123702005
- Fauquet, C.M., ed (2005). Virus taxonomy: classification and nomenclature of viruses. 8th report. Elsevier/Academic Press. ISBN 978-0080575483
- King, Andrew M. Q.; Lefkowitz, Elliot; Adams, Michael J. et al., eds (2011). Virus taxonomy: classification and nomenclature of viruses. 9th report. Elsevier/Academic Press. pp. 1338. ISBN 9780123846846 Also available online.[14]
- ICTV 10th (online) Report[15]